# Markizaty w Wielkiej Brytanii

## Markizaty istniejące

### Parostwo Anglii
- Markiz Winchester (1551)
  - Nigel Paulet, 18. markiz Winchester

### Parostwo Szkocji
- Markiz Huntly (1599)
  - Granville Gordon, 13. markiz Huntly
- Markiz Queensberry (1682)
  - David Douglas, 12. markiz Queensberry
- Markiz Tweeddale (1694)
  - Charles Hay, 14. markiz Tweeddale
- Markiz Lothian (1701)
  - Michael Kerr, 13. markiz Lothian

### Parostwo Wielkiej Brytanii
- Markiz Lansdowne (1784)
  - Charles Petty-FitzMaurice, 9. markiz Lansdowne
- Markiz Townshend (1787)
  - George Townshend, 7. markiz Townshend
- Markiz Salisbury (1789)
  - Robert Gascoyne-Cecil, 7. markiz Salisbury
- Markiz Bath (1789)
  - Alexander Thynn, 7. markiz Bath
- Markiz Hertford (1793)
  - Henry Seymour, 9. markiz Hertford
- Markiz Bute (1796)
  - John Crichton-Stuart, 7. markiz Bute

### Parostwo Irlandii
- Markiz Waterford (1789)
  - John de La Poer Beresford, 8. markiz Waterford
- Markiz Downshire (1789)
  - Arthur Hill, 9. markiz Downshire
- Markiz Donegall (1791)
  - Dermot Chichester, 7. markiz Donegall
- Markiz Headfort (1800)
  - Thomas Taylour, 7. markiz Headfort
- Markiz Sligo (1800)
  - Jeremy Browne, 11. markiz Sligo
- Markiz Ely (1800)
  - Charles Tottenham, 9. markiz Ely

### Parostwo Zjednoczonego Królestwa
- Markiz Exeter (1801)
  - William Cecil, 8. markiz Exeter
- Markiz Northampton (1812)
  - Spencer Compton, 7. markiz Northampton
- Markiz Camden (1812)
  - David Pratt, 6. markiz Camden
- Markiz Anglesey (1815)
  - George Paget, 7. markiz Anglesey
- Markiz Cholmondeley (1815)1
  - David Cholmondeley, 7. markiz Cholmondeley
- Markiz Londonderry (1816)
  - Alexander Vane-Tempest-Stewart, 9. markiz Londonderry
- Markiz Conyngham (1816)
  - Frederick Conyngham, 7. markiz Conyngham
- Markiz Ailesbury (1821)
  - Michael Brudenell-Bruce, 8. markiz Ailesbury
- Markiz Bristol (1826)
  - Frederick Hervey, 8. markiz Bristol
- Markiz Ailsa (1831)
  - Archibald Kennedy, 8. markiz Ailsa
- Markiz Normanby (1838)
  - Constantine Phipps, 5. markiz Normanby
- Markiz Abergavenny (1876)
  - Christopher Nevill, 6. markiz Abergavenny
- Markiz Zetland (1892)
  - Mark Dundas, 4. markiz Zetland
- Markiz Linlithgow (1902)
  - Adrian John Charles Hope, 4. markiz Linlithgow
- Markiz Aberdeen i Temair (1916)
  - Alexander Gordon, 7 markiz Aberdeen i Temair
- Markiz Milford Haven (1917)
  - George Mountbatten, 4. markiz Milford Haven
- Markiz Reading (1926)
  - Simon Isaacs, 4. markiz Reading

1Zajmuje wyższą pozycję w precedencji jako Lord Wielki Szambelan.